# ستورناريلا
ستورناريلا (بالإيطالية: Stornarella)‏ هي بلدية في مقاطعة فودجا في إقليم بوليا الإيطالي.

## السكان
في سنة 1861 بلغ عدد السكان 997 نسمة، وتطور العدد ليصل في سنة 2011 لـ 5٬022 نسمة.
يظهر هذا المخطط البياني تطور النمو السكاني لـ ستورناريلا